# Dmitrijs Ļašenko
Dmitrijs Ļašenko (* 6. Juni 2002) ist ein lettischer Hürdenläufer, der sich auf die 400-Meter-Distanz spezialisiert hat.

## Sportliche Laufbahn
Erste internationale Erfahrungen sammelte Dmitrijs Ļašenko im Jahr 2018, als er bei den U18-Europameisterschaften in Győr mit 55,88 s in der ersten Runde ausschied. Im Jahr darauf belegte er dann beim Europäischen Olympischen Jugendfestival (EYOF) in Baku in 53,20 s den sechsten Platz.
2020 wurde Ļašenko lettischer Meister im 400-Meter-Hürdenlauf sowie 2019 und 2020 in der 4-mal-400-Meter-Staffel.

## Persönliche Bestleistungen
- 400 m Hürden: 53,25 s, 15. August 2020 in Ogre